# 遠藤嘉右衛門 (8代)
遠藤 嘉右衛門（えんどう かうえもん、1881年〈明治14年〉4月22日 - 1945年〈昭和20年〉9月4日）は、日本の地主、政治家。衆議院議員（1期）。幼名・要三郎。

## 経歴
島根県神門郡今市町（現出雲市）で先代遠藤嘉右衛門の二男として生まれ、1914年（大正3年）家督を相続し嘉右衛門を襲名した。
1901年（明治34年）東京専門学校政治経済科を卒業。今市町長、簸川郡町村会長、今市商工会顧問、今市町農会長、簸川郡青年団長、同自治協会長、同衛生会頭、雲陽実業銀行頭取、出雲製織(株)取締役となる。
1916年（大正5年）の島根県郡部の第12回衆議院議員総選挙補欠選挙で立憲同志会から立候補して当選する。衆議院議員は1期務めた。

## 親族
- 長男 行一（9代遠藤嘉右衛門、実業家・島根県議会議長）[3][4]